# Xiaoqin Dao
Xiaoqin Dao är en ö i Kina. Den ligger i provinsen Shandong, i den östra delen av landet, omkring 390 kilometer nordost om provinshuvudstaden Jinan. Arean är 1,4 kvadratkilometer. Den sträcker sig 2,4 kilometer i nord-sydlig riktning, och 1,4 kilometer i öst-västlig riktning.
Genomsnittlig årsnederbörd är 776 millimeter. Den regnigaste månaden är juli, med i genomsnitt 367 mm nederbörd, och den torraste är december, med 6 mm nederbörd.